# Ilka Štuhec
Ilka Štuhec (Slovenj Gradec, 26 ottobre 1990) è una sciatrice alpina slovena, campionessa del mondo nella discesa libera a Sankt Moritz 2017 e a Åre 2019 e vincitrice di due Coppe del Mondo di specialità.

## Biografia

### Stagioni 2007-2008
Polivalente nata a Slovenj Gradec, l'atleta slovena nella stagione 2006-2007 ha esordito in Coppa Europa, conquistando anche due piazzamenti a ridosso del podio (un quarto e un sesto posto), ed è stata presente ai Mondiali juniores di Altenmarkt-Zauchensee/Flachau. In questa competizione è arrivata 9ª nella discesa libera, 6ª nel supergigante, 14ª nello slalom gigante e ha vinto la medaglia d'oro nello slalom speciale e nella combinata. La vittoria ai Mondiali juniores le ha permesso di partecipare alle finali della Coppa del Mondo 2007: ha infatti esordito nella competizione il 17 marzo 2007 nello slalom speciale di Lenzerheide, senza concluderlo.
Nella stagione successiva ha confermato le potenzialità già messe in mostra l'anno precedente. In Coppa Europa ha vinto infatti una gara (lo slalom gigante del 5 febbraio ad Abetone) ed è arrivata a podio in altre tre occasioni (la prima il 24 novembre nello slalom gigante di Levi); ai Mondiali juniores di Formigal ha conquistato poi un altro oro, questa volta nella discesa libera. In Coppa del Mondo ha ottenuto in marzo i suoi primi punti: a Crans-Montana si è piazzata infatti, nel giro di due giorni, 22ª in discesa libera e 12ª in supercombinata; nello stesso anno ai Campionati sloveni ha vinto la medaglia d'oro in tutte le gare disputate.

### Stagioni 2009-2025

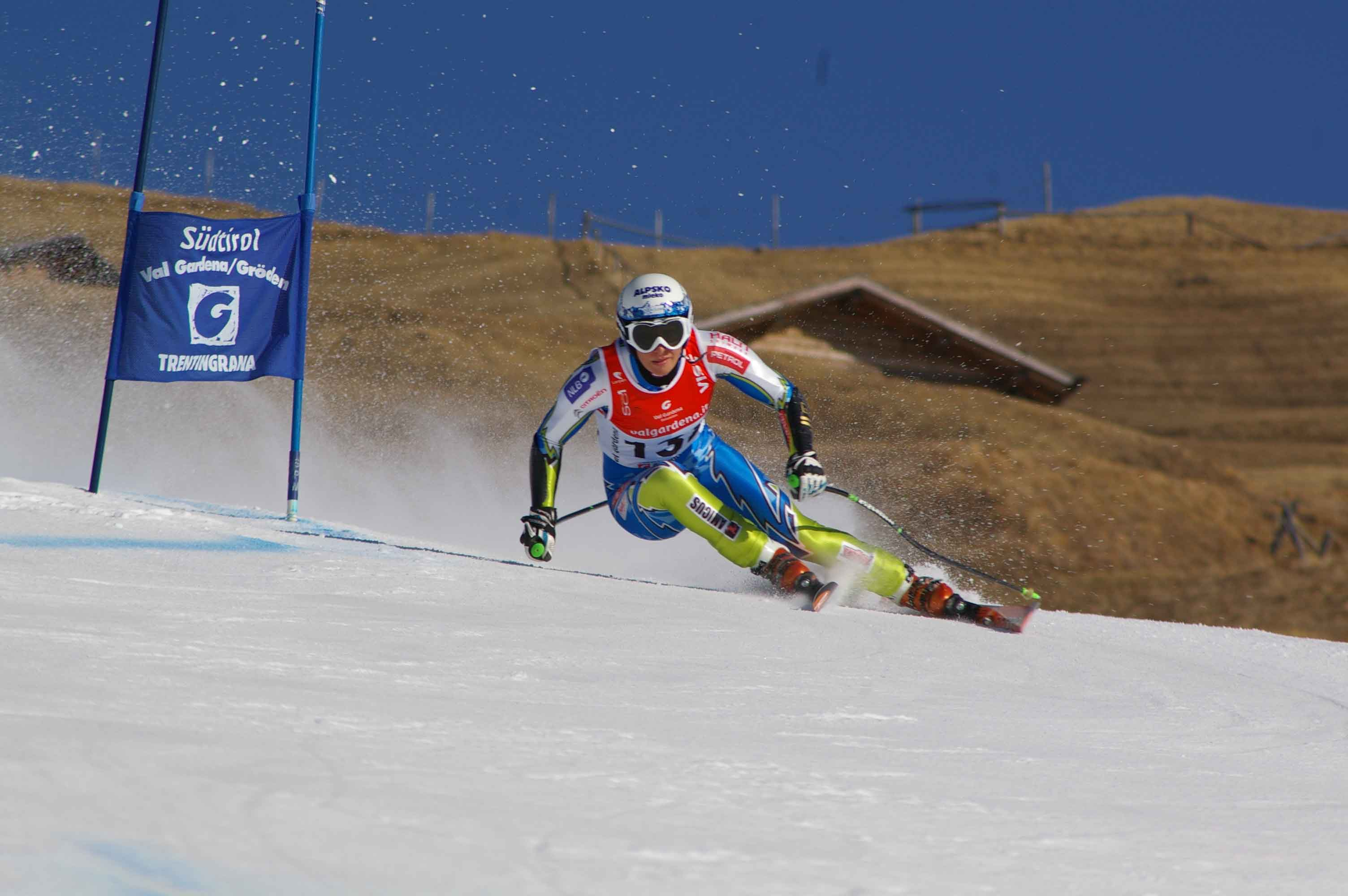
Ilka Štuhec in gara in Val Gardena nel 2012

Inattiva dall'aprile 2008, è tornata alle competizioni nel dicembre 2009, prima in gare FIS e poi in Coppa del Mondo; nel gennaio 2010 è stata però nuovamente costretta a fermarsi, per infortunio. Ha ripreso a gareggiare nella stagione 2011-2012 e nel 2013 ha esordito ai Campionati mondiali: nella rassegna iridata di Schladming si è classificata 19ª nella discesa libera, 6ª nel supergigante e 32ª nello slalom gigante. L'anno dopo, ai XXII Giochi olimpici invernali di Soči 2014 - sua prima presenza olimpica -, è stata 10ª nella discesa libera, 13ª nel supergigante e 31ª nello slalom gigante (non ha concluso la supercombinata), mentre ai Mondiali di Vail/Beaver Creek 2015 è stata 20ª nella discesa libera, 17ª nel supergigante, 25ª nello slalom gigante e 7ª nella combinata.
Il 2 dicembre 2016 ha ottenuto a Lake Louise in discesa libera la prima vittoria, nonché primo podio, in Coppa del Mondo; ai Mondiali Sankt Moritz 2017 ha vinto la medaglia d'oro nella discesa libera, si è classificata 11ª nel supergigante e non ha completato lo slalom gigante e la combinata. Quell'anno in Coppa del Mondo si è aggiudicata la Coppa del Mondo di discesa libera e quella di combinata. Ai Mondiali di Åre 2019 ha vinto la medaglia d'oro nella discesa libera e si è piazzata 8ª nel supergigante e 10ª nella combinata, mentre a quelli di Cortina d'Ampezzo 2021 è stata 14ª nella discesa libera e 25ª nel supergigante. Ai XXIV Giochi olimpici invernali di Pechino 2022 si è classificata 22ª nella discesa libera; ai Mondiali di Courchevel/Méribel 2023 si è piazzata 6ª nella discesa libera, 12ª nel supergigante e non ha completato la combinata e in quella stessa stagione 2022-2023 è stata 2ª nella classifica della Coppa del Mondo di discesa libera, superata da Sofia Goggia di 189 punti, dopo aver vinto tra l'altro la classica discesa libera dell'Olimpia delle Tofane di Cortina d'Ampezzo (21 gennaio). Ai Mondiali di Saalbach-Hinterglemm 2025 si è classificata 11ª nella discesa libera, 22ª nel supergigante e 9ª nella combinata a squadre.

## Palmarès

### Mondiali
- 2 medaglie:
  - 2 ori (discesa libera a Sankt Moritz 2017; discesa libera a Åre 2019)

### Mondiali juniores
- 3 medaglie:
  - 3 ori (slalom speciale, combinata ad Altenmarkt-Zauchensee/Flachau 2007; discesa libera a Formigal 2008)

### Coppa del Mondo
- Miglior piazzamento in classifica generale: 2ª nel 2017
- Vincitrice della Coppa del Mondo di discesa libera nel 2017
- Vincitrice della Coppa del Mondo di combinata nel 2017
- 22 podi (14 in discesa libera, 5 in supergigante, 3 in combinata):
  - 11 vittorie (7 in discesa libera, 3 in supergigante, 1 in combinata)
  - 6 secondi posti (4 in discesa libera, 1 in supergigante, 1 in combinata)
  - 5 terzi posti (3 in discesa libera, 1 in supergigante, 1 in combinata)

#### Coppa del Mondo - vittorie
| Data             | Località          | Paese       | Specialità |
| ---------------- | ----------------- | ----------- | ---------- |
| 2 dicembre 2016  | Lake Louise       | Canada      | DH         |
| 3 dicembre 2016  | Lake Louise       | Canada      | DH         |
| 16 dicembre 2016 | Val-d'Isère       | Francia     | KB         |
| 17 dicembre 2016 | Val-d'Isère       | Francia     | DH         |
| 29 gennaio 2017  | Cortina d'Ampezzo | Italia      | SG         |
| 25 febbraio 2017 | Crans-Montana     | Svizzera    | SG         |
| 15 marzo 2017    | Aspen             | Stati Uniti | DH         |
| 18 dicembre 2018 | Val Gardena       | Italia      | DH         |
| 19 dicembre 2018 | Val Gardena       | Italia      | SG         |
| 21 gennaio 2023  | Cortina d'Ampezzo | Italia      | DH         |
| 15 marzo 2023    | Soldeu            | Andorra     | DH         |

Legenda:

DH = discesa libera

SG = supergigante

KB = combinata

### Coppa Europa
- Miglior piazzamento in classifica generale: 9ª nel 2008
- 10 podi:
  - 2 vittorie
  - 4 secondi posti
  - 4 terzi posti

#### Coppa Europa - vittorie
| Data            | Località | Paese      | Specialità |
| --------------- | -------- | ---------- | ---------- |
| 5 febbraio 2008 | Abetone  | Italia     | GS         |
| 29 gennaio 2013 | Jasná    | Slovacchia | DH         |

Legenda:

DH = discesa libera

GS = slalom gigante

### South American Cup
- Miglior piazzamento in classifica generale: 9ª nel 2015
- 6 podi:
  - 4 vittorie
  - 1 secondo posto
  - 1 terzo posto

#### South American Cup - vittorie
| Data              | Località    | Paese | Specialità |
| ----------------- | ----------- | ----- | ---------- |
| 1º settembre 2015 | La Parva    | Cile  | DH         |
| 1º settembre 2015 | La Parva    | Cile  | DH         |
| 2 settembre 2015  | La Parva    | Cile  | SG         |
| 11 settembre 2018 | El Colorado | Cile  | SG         |

Legenda:

DH = discesa libera

SG = supergigante

### Campionati sloveni
- 24 medaglie[2]:
  - 19 ori (discesa libera, supergigante nel 2007; discesa libera, supergigante, slalom gigante, slalom speciale, combinata[3] nel 2008; slalom speciale, supercombinata nel 2012; supergigante nel 2013; discesa libera, supergigante nel 2014; discesa libera, supergigante, slalom speciale, combinata nel 2015; discesa libera nel 2016; discesa libera nel 2023; slalom gigante nel 2024)
  - 1 argento (slalom speciale nel 2013)
  - 4 bronzi (discesa libera nel 2006; slalom gigante nel 2013; slalom gigante, supercombinata nel 2014)